# فرودگاه هاتوگو
فرودگاه هاتوگو (به انگلیسی: Huatugou Airport) یک فرودگاه همگانی است . این فرودگاه در کشور چین قرار دارد و در ارتفاع ۲۹۴۵ متری از سطح دریا واقع شده‌است.

## شرکت‌های هواپیمایی و مقصدهای پروازی
| شرکت‌های هواپیمایی  | مقصدهای پروازی                            |
| ------------------ | ----------------------------------------- |
| هواپیمایی شرقی چین | دون‌هوانگ، شی‌آن شیان‌یانگ، سینینگ کائوجیابو |